# Motorové vozy 840 a 841
Železniční motorové vozy řad 841 a 840 jsou dvě verze typu Stadler Regio-Shuttle RS1 určené pro České dráhy a GW Train Regio[ujasnit]. 841 je základní verze, 840 je verze upravená pro provoz na sklonově náročných tratích. České dráhy své vozy tohoto typu na konci ledna 2013 pojmenovaly marketingovým názvem RegioSpider.

## Objednávka Českých drah z roku 2010
V rámci přípravy vstupu na český trh založil výrobce v České republice dceřinou společnost Stadler Praha, která v roce 2010 zaměstnávala podle svých slov 35 vysoce kvalifikovaných inženýrů.
V květnu 2010 se uskutečnily předváděcí jízdy v Jihlavě, Liberci a Praze v souvislosti se zakázkou pro České dráhy.
V roce 2010 vyhrál Stadler s tímto vozem soutěže vyhlášené Českými drahami na dodávku celkem 33 vozů v celkové hodnotě 1776 milionů Kč, pro provoz ve dvou krajích ve dvou různých verzích, lišících se v určitých technických parametrech – 16 vozů řady 840 pro Liberecký kraj a 17 vozů řady 841 pro Kraj Vysočina. Na financování by se měla 500 mil. Kč podílet Evropská unie. Dodávka má být realizována v závěru roku 2011 a v roce 2012. Většina vozů má být dodána do konce roku 2011.
Vozy mají být klimatizované. Obě varianty mají kapacitu přibližně 70 míst k sezení. Ve vozech je prostor pro velká zavazadla (kočárky, jízdní kola, lyže, sáňky).
Řídicí systém umožňuje řízení až čtyř vozů najednou.

## Řada 841

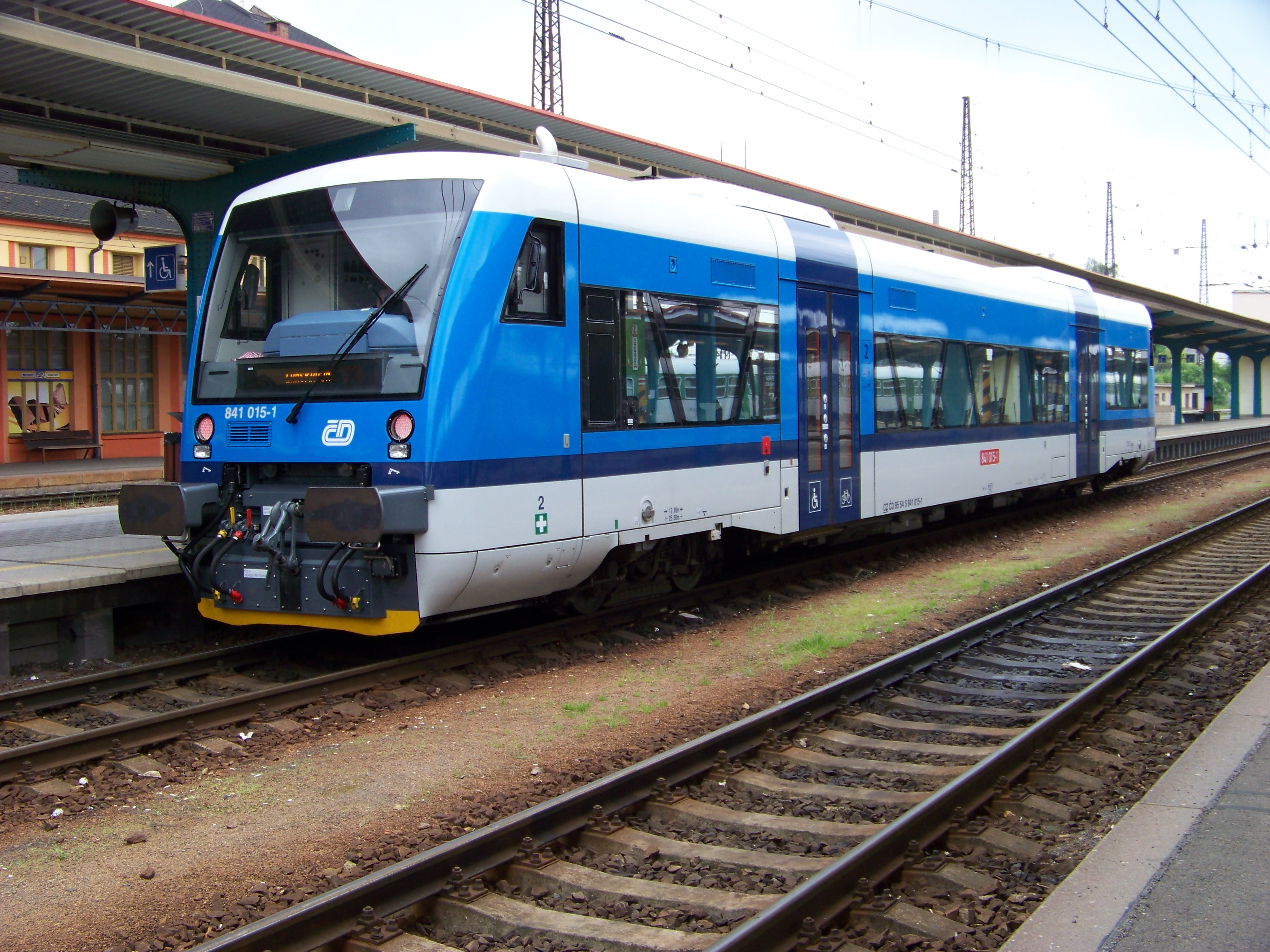
Vůz 841.015 v České Třebové

Verze pro Kraj Vysočina je označena jako řada 841. Objednáno je 17 vozů. Objem zakázky je 898 milionů Kč, z čehož evropská dotace pokrývá 200 milionů Kč. Příspěvek z evropské dotace ROP Jihovýchod činil 31,91 % z celkové ceny, České dráhy tak investovaly 678,8 milionů korun.
Maximální rychlost je 120 km/h. Vozy mají být nasazovány hlavně na úseky elektrifikovaných tratí v okolí Havlíčkova Brodu. Počítá se s nimi například pro tratě z Havlíčkova Brodu do Křižanova, přes Jihlavu do Počátek-Žirovnice, do Světlé nad Sázavou a pro trať z Jihlavy do Třebíče.
První vůz 841.001 dorazil do České republiky z výroby večer v pátek 21. října 2011, na Vysočinu do Havlíčkova Brodu měl být převezen pravděpodobně v pondělí 24. října, kde mají být v místním depu vozy řady 841 dislokovány. Dne 28. října 2011 v 10 hodin dopoledne proběhl slavnostní ceremoniál předání prvního vozu výrobcem na hlavním nádraží v Jihlavě. Po projevech představitelů výrobce, kraje a Českých drah a ukázce židovských tanců vůz vykonal dvě bezplatné prezentační jízdy do stanice Jihlava město a zpět a následně jízdy do Třebíče a Horní Cerekve za symbolických 10 korun. V průběhu listopadu 2011 měl vůz absolvovat různé zkoušky a zaškolení strojvedoucích. Zbylých 16 objednaných vozů mělo být dodáno v během první poloviny roku 2012. Nicméně předposlední kus byl dodán v únoru 2013 s tím, že poslední přibude ještě ten měsíc a že na Liberecký kraj jich připadne devatenáct.
V letech 2019/2020 byly vozy nasazovány nejen v Kraji Vysočina, ale i mimo něj.

## Řada 841.2
V prosinci 2020 dorazilo do České republiky prvních pět motorových vozů ADtranz Regio-Shuttle RS1, které České dráhy odkoupily od německé společnosti Hohenzollernische Landesbahn, spadající pod společnost SWEG Südwestdeutsche Landeswerks-GmbH. Prodej zprostředkovala švýcarská společnost Heros Helvetic Rolling Stock GmbH. Motorových vozů bylo zakoupeno a postupně dodáno celkem 22. V červnu 2021 byly motorové vozy řady 841.2 poprvé nasazeny na lince U11 z Postoloprt do České Lípy. Následně došlo i k jejich nasazení na linkách Kralupy nad Vltavou - Velvary a Kralupy nad Vltavou - Louny. 1. ledna 2022 se s výjimkou dvou vozidel nepodařilo motorové vozy řady 841.2 nastartovat. Na vině byl software vozidel, jemuž 1. ledna vypršela platnost.
Dva motorové vozy byly od dubna 2022 nasazovány v Plzeňském kraji na linku Plzeň - Žihle. Na konci roku 2022 bylo zakoupeno dalších 11 vozů. V dubnu 2023 se první z vozů vrátil z modernizace v ŽOS Zvolen, při níž obdržel zelený nátěr Dopravy Ústeckého kraje. Motorové vozy řady 841.2 jsou nasazovány i v Pardubickém kraji, vozidla nosí propagační nátěr Pardubického kraje. Obsluhují zejména linky Česká Třebová - Rudoltice v Čechách - Lanškroun, Česká Třebová - Letovice či Česká Třebová - Moravská Třebová - Dzbel/Chornice. Občasně jsou nasazovány také na linky na trati 261.
Z 11 vozidel, zakoupených v prosinci 2022, byla dvě převzata od dopravce Hohenzollernische Landesbahn, zbylá byla provozována u společností Breigsau S-Bahn (BSB) a SWEG. Vozidla od společností BSB a SWEG jsou z výroby vybavena automatickým spřáhlem. Motorový vůz čísla 650 029 nosí od jara roku 2024 nátěr Pražské integrované dopravy.
V říjnu 2023 byl oznámen nákup 16 motorových vozů, které budou přes společnost Heros Helvetic Rolling Stock GmbH převzaty od společností BSB, SWEG a Orentau-S-Bahn (OSB). Budou modernizovány u společnosti DPOV.
V prosinci 2023 byl oznámen nákup devíti modernizovaných motorových vozů, které budou přes společnost Alpha Trains převzaty od společnosti Niederbarminer Eisenbahn (NEB). Jsou určeny pro nasazení v Libereckém kraji.
V únoru 2024 byly zakoupeny a dodány čtyři motorové vozy od DB Regio, určené pro provoz na východě Středočeského kraje. Motorový vůz čísla 650 002 byl v dubnu 2024 na Regionálním dnu PID v Benešově představen v nátěru Pražské integrované dopravy. Vozidla jsou modernizována u společnosti DPOV v Přerově a Veselí nad Moravou.

## Řada 840

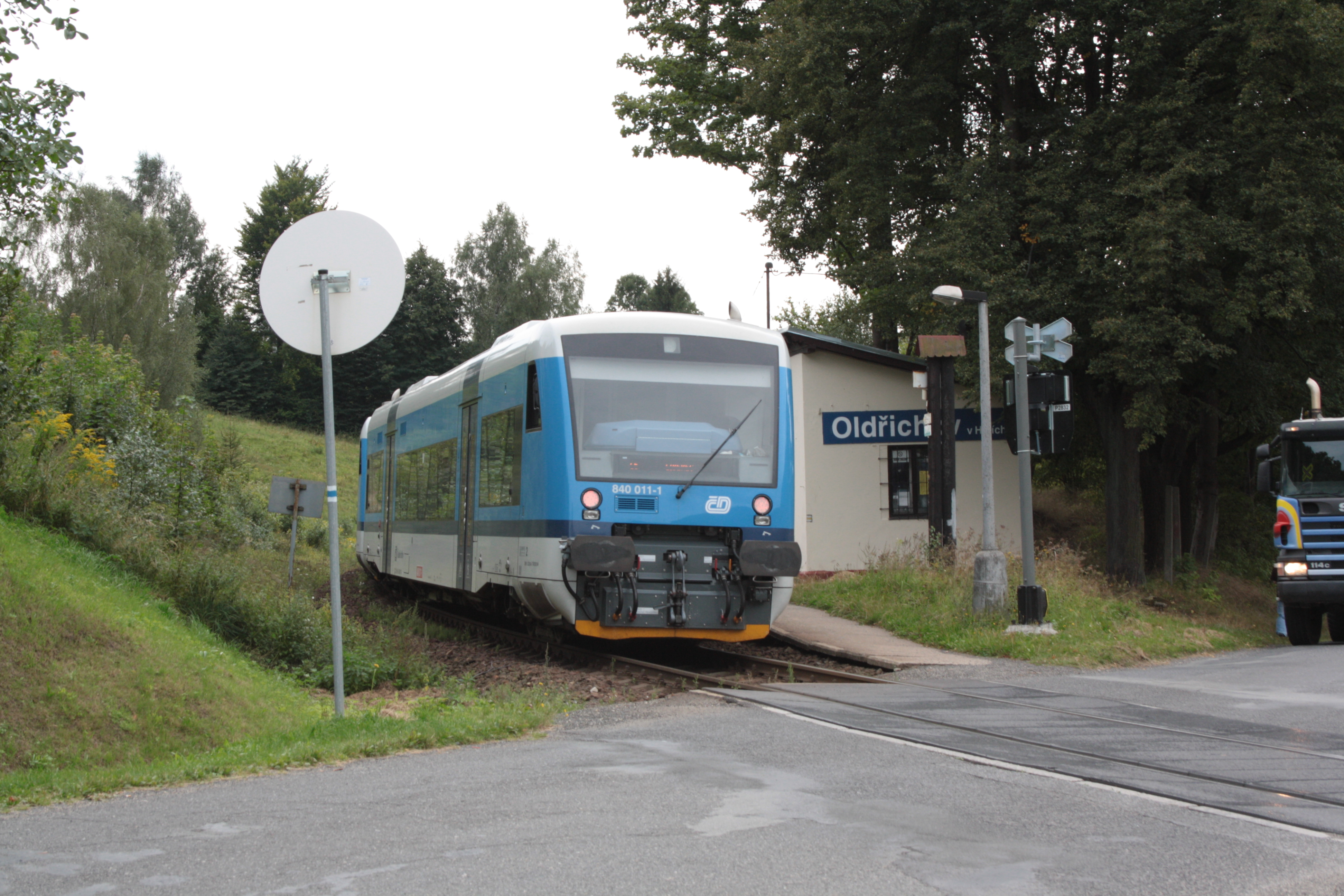
Vůz 840.011 v Oldřichově v Hájích

Verze pro Liberecký kraj má řadové označení 840. Objednáno je 16 vozů. Maximální rychlost je 120 km/h, i když podle původních předpokladů měla být pouze 100 km/h, vůz je uzpůsoben pro provoz na sklonově náročných tratích. Vozidla vyhovují pro provoz na trati s ozubnicí, aby mohla obsluhovat i trať Tanvald – Harrachov, nejsou však vybavena pro ozubnicový provoz. Finanční objem zakázky je 878 miliónů korun, z toho evropská dotace má pokrýt asi 300 miliónů korun. Vlaky jezdí v systému Jizerskohorské železnice.
První nedokončený motorový vůz budoucího čísla 840.001 byl odborné veřejnosti představen na železničním veletrhu Czech Raildays 15. června 2011 v Ostravě.
První vůz 840.001 dorazil do České republiky z výroby v pondělí 17. října 2011, poté se s ním seznamoval dílenský a provozní personál. Technicko-bezpečnostní zkoušky proběhly bez jakéhokoliv problému. V pátek 4. listopadu 2011 tento první vůz slavnostně předvedly České dráhy na nádraží v Liberci. Zbytek dodávky měl dorazit do konce roku 2011, nicméně se tak nestalo a poslední vozy dorazily až v únoru 2012, za což hodlá Liberecký kraj vymáhat po ČD smluvní pokutu.
Vozy jezdí spojené jako křídlový vlak, z centra Liberce mohou jet jako dvouvozové soupravy do Raspenavy, kde se rozpojí a jeden z vozů bude pokračovat do Bílého Potoka, zatímco druhý do Frýdlantu. Vozy jezdí především z Liberce do Frýdlantu a z Liberce přes Tanvald do Harrachova, ale jsou nasazovány i na další regionální tratě.

## Nekompatibilní kolejové obvody
V listopadu 2012 média zveřejnila informaci, že na trati Jihlava – Horní Cerekev – Jihlávka nové motorové vozy nekomunikovaly se zabezpečovacím zařízením 14 železničních přejezdů, a proto na nich měly nařízenou opatrnou jízdu, kvůli čemuž nabíraly zpoždění a houkáním obtěžovaly obyvatelstvo. Problém se týkal kolejových obvodů z let 1970 až 1975, SŽDC kvůli tomu chystala provést asi do dvou let výměnu přejezdových zabezpečovacích zařízení asi za 120 milionů korun, což údajně měla stejně v plánu, a do té doby mělo být instalováno provizorní zařízení.

## Galerie
- Motorový vůz řady 841 v železniční stanici Rudoltice v Čechách (tunel mezi Tatenicí a Krasíkovem).

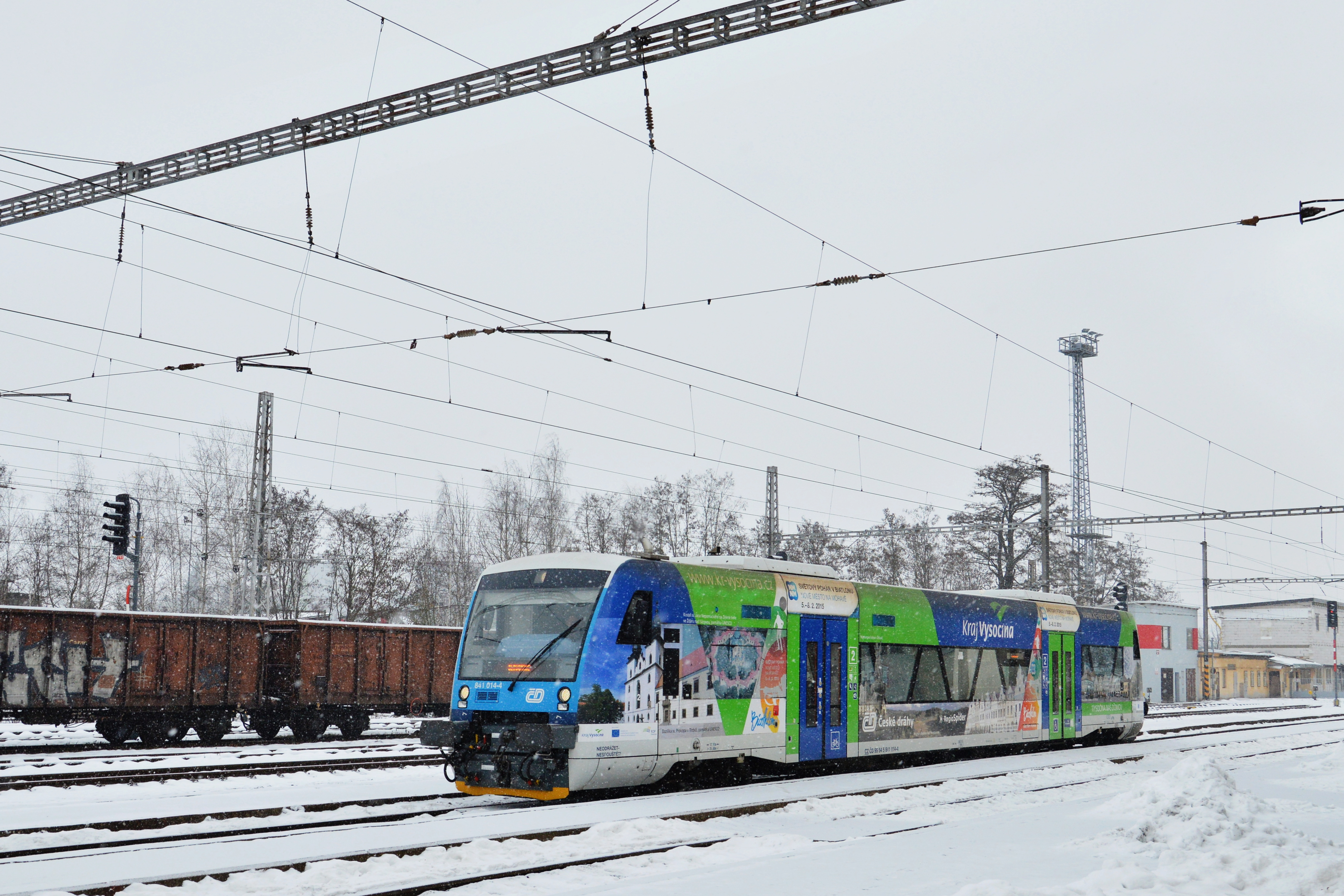
Vůz čísla 841 014 míří ze stanice Jihlava město do Slavonic.
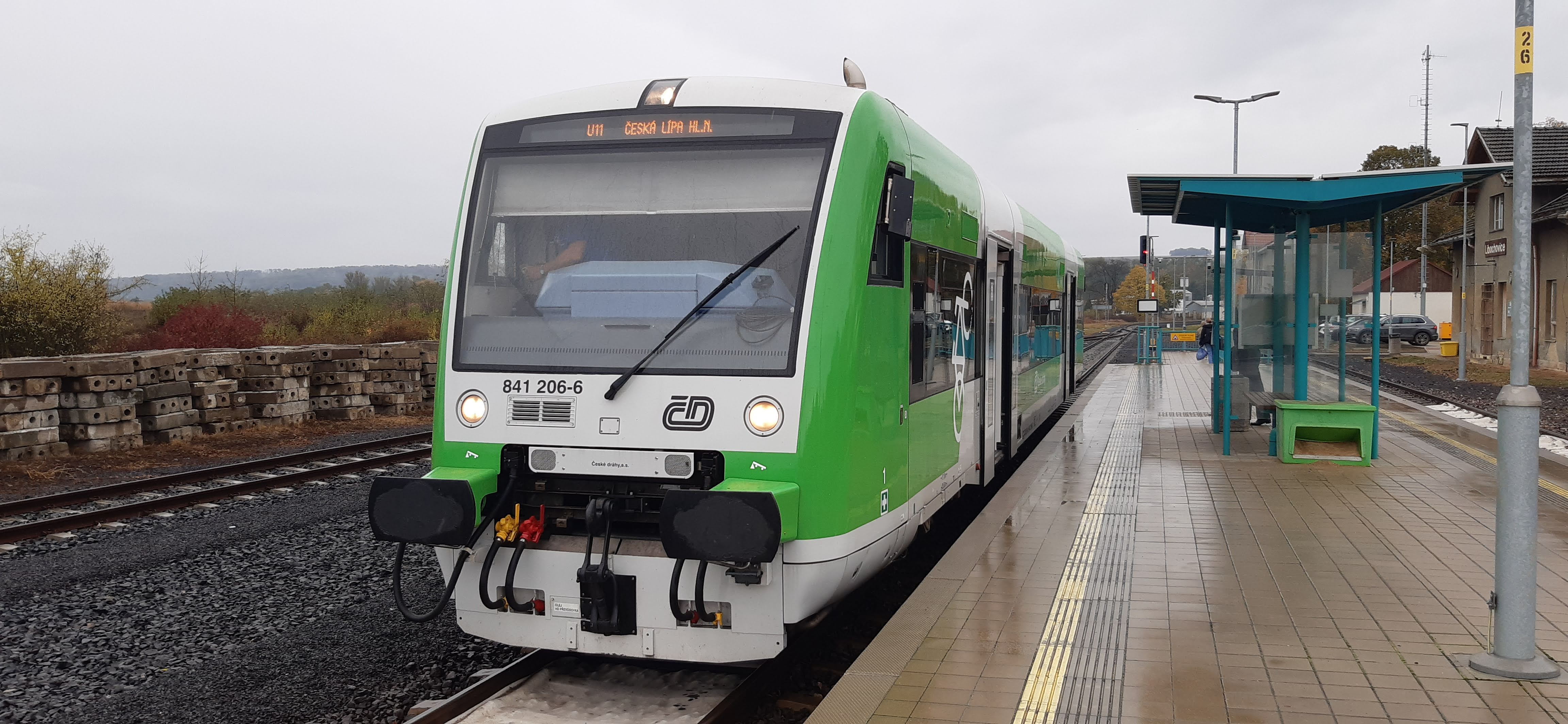
Motorový vůz čísla 841 206 byl 31. 10. 2023 zachycen ve stanici Libochovice.
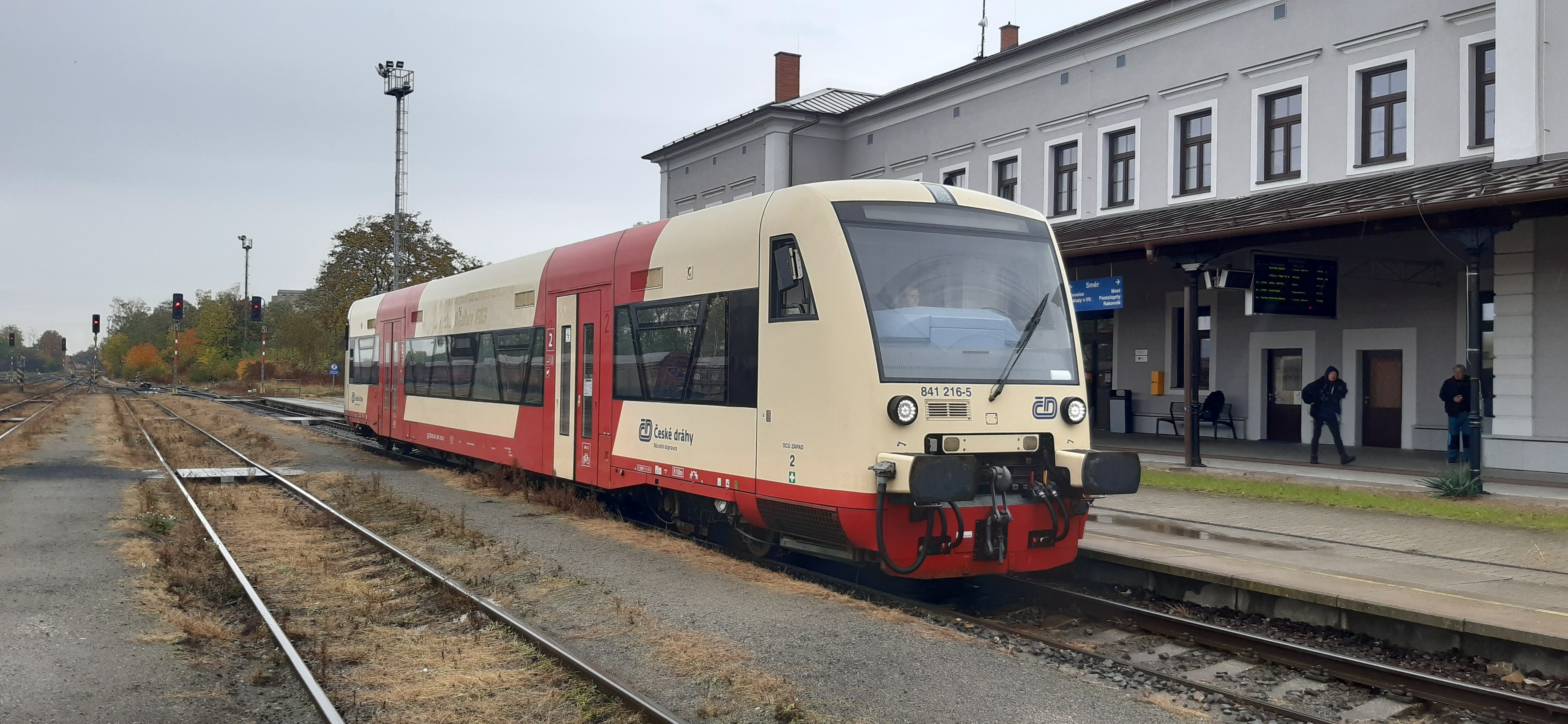
Motorový vůz 841 216 v původním nátěru HzL s modernizovanými světly byl 31. 10. 2023 zachycen v Lounech.